# Klaus Rinke
Klaus Rinke (Wattenscheid, 29 aprile 1939) è un artista tedesco.
È un pittore, scultore, intellettuale, fotografo e performer.

## Biografia
Dopo aver studiato pittura e scultura all'Accademia di Essen, nel 1960 si trasferì in Francia, soggiornando a Parigi e Reims. Nel 1964 tornò a vivere in Germania e si trasferì a Düsseldorf, dove nel 1973 Norbert Kricke lo nominò professore della cattedra di scultura presso l'Accademia di Düsseldorf, ruolo che ricoprì fino al 2004. Nel corso degli anni a Düsseldorf, Rinke lavorò e collaborò con diversi colleghi, fra i quali: Gerhard Richter, Günther Uecker, Sigmar Polke e Blinky Palermo.
Klaus Rinke ha lavorato con diversi mezzi artistici (dal disegno, alla fotografia, alla scultura fino alla performance) ed il suo lavoro si è sempre incentrato sul rapporto fra l'individuo con il tempo e lo spazio ed il posto dell'Uomo nell'Universo. Negli anni Sessanta e Settanta, Rinke si avvicinò sempre più alla Body Art, utilizzando il proprio corpo come mezzo per esprimere il trascorrere del tempo, come ad esempio la serie di fotografie, intitolata Mutations, del 1970, ora alla Tate Gallery di Londra. Il trascorrere del tempo, è stato inoltre il tema base -e tuttora ricorrente- di molte sue installazioni, dove il soggetto è sempre un tipico orologio delle ferrovie tedesche, come ad esempio quello ripetuto in sequenza nell'installazione, intitolata Zeitfield, nel parco di Düsseldorf.
Attualmente vive e lavora fra Linz (Austria) e Los Angeles (Stati Uniti).

## Mostre
Tra le numerose mostre in differenti paesi, ha partecipato due volte a Documenta a Kassel (1972 e 1977), due volte alla Biennale di Venezia (1972 e 1977), due volte al MOMA di New York (1970 e 1973), alla 12ª Biennale di São Paulo(1973), alla Tate Gallery di Londra (1973), il Centre Pompidou di Parigi (1985), e recentemente allo Skulpturenpark Walfrieden - Tony Cragg foundation (2017) e presso il CCCOD di Tours (2003 e 2017).
- 1969: Galerie Konrad Fischer, Düsseldorf.
- 1971: Solo exhibition, Galerie Toselli, Milano, Italy
- 1972: Klaus Rinke. Der Versuch meine Arbeiten zu erklären, Kunsthalle Tübingen.
- 1972: Biennale di Venezia, Venezia.
- 1972: documenta 5, Kassel.
- 1972: Time-Space-Body and Action, with Monika Baumgartl, Reese Palley Gallery, New York, USA.
- 1972: Mutation, Situation Gallery, London, England.
- 1972: Klaus Rinke/Monika Bomgartl: Dimostrazioni primarie, Galeria l'Attico, Rome, Italy.
- 1973: Museum of Modern Art (MoMA)[12].
- 1973: Klaus Rinke Zeichnungen, Galerie Ricke, Cologne, Germany.
- 1975: Museum Wiesbaden.
- 1976: Museum Wiesbaden.
- 1977: Biennale di Venezia, Venezia.
- 1977: documenta 6, Kassel
- 1978: Klaus Rinke/Monika Baumgartl: Eclipse, P.S.1, New York, USA
- 1979: Zeichnung, Galerie Hetzler, Stuttgart, Germany.
- 1980: Wasserwerk - The Sea is Behind the City, Vienna’s Sécession, Vienna, Austria
- 1981 Rinke Draws by Hand – Autonomous Works from 1957-1980, Staatsgalerie Stuttgart, Germany
- 1985: Instrumentarium, Centre Pompidou, Paris[13].
- 1986 1960-Reims-1964-1986. Peintures/dessins, Palais de Tau, Reims, France
- 1991: Memory of the Skin, Karsten Greve Gallery, Cologne, Germany
- 1992: Kunsthalle Düsseldorf.
- 2003: Plutonium, Time Sculptures, Sculptural Paintings in Graphite, Photographs, C.C.C.OD, Tours, France.
- 2006: Hagia Sophia Museum, Istanbul (Einzelausstellung).
- 2007: Bild-Werk, Mund-Werk, Museum der Bildenen Künste Leipzig, Rosenkranz Kubus IV, Leipzig, Germany
- 2009: Klaus Rinke Wird 70, Von der Heydt-Museum, Wuppertal, Germany
- 2011: Städel Museum, Frankfurt.
- 2016: The memories belong to me, Thomas Brambilla Gallery, Bergame, Italy[14].
- 2017: Solo Show, Art Basel Unlimited, Basel, Switzerland.
- 2017: Derzeit, Skulpturenpark Waldfrieden, Wuppertal, Germany[15].
- 2017: Instrumentarium, The Nave, CCCOD Tours, France[16].
- 2017: Dusseldorf mon amour, CCCOD Tours, France[17].